# Christiane Head
Pour les articles homonymes, voir Head.
Christiane Head-Maarek dite "Criquette", née le 6 novembre 1948 à Marly-le-Roi, est une entraîneur française de chevaux de courses, spécialisée dans les courses de plat.

## Biographie
Christiane Head est née dans le sérail, issue d'une grande lignée d'entraîneurs : son arrière-grand-père, son grand-père William et son père Alec figurent au palmarès des plus grandes épreuves et son grand-oncle, le Britannique Tom Jennings fut l'entraîneur du légendaire Gladiateur. Toute la famille dirige l'un des plus importants élevages et son frère Freddy fut un grand jockey classique avant de se reconvertir avec succès comme entraîneur. Sa mère Ghislaine et sa sœur Martine s'occupent de l'élevage familial au haras du Quesnay, en Normandie.
Après des études en Angleterre, un séjour en Espagne et une brève carrière de cavalière amatrice, Christiane Head devient l'assistante de son père avant de s'installer à son compte en 1978. Elle ne tarde pas à se mettre en évidence puisqu'elle réussit l'exploit de remporter dès sa première année le Prix de l'Abbaye de Longchamp avec une 2 ans, Sigy, et l'année suivante, à 31 ans, elle s'adjuge le Prix de l'Arc de Triomphe avec Three Troikas, une victoire marquée par le sceau familial, puisque la pouliche a été achetée yearling par elle et son père, porte les couleurs de sa mère et l'emporte sous la monte de son frère. En 1983, elle reprend le flambeau de la longue association entre sa famille et l'écurie Wertheimer, animée par les milliardaires Alain et Gérard Wertheimer propriétaires de la maison Chanel (association qui prend fin en 2006, en raison d'une "incompatibilité d'humeur" avec Olivier Peslier, premier jockey de l'écurie), et en 1986 devient la première femme à devenir tête de liste des entraîneurs en France. Officier de la légion d'honneur en 2005, présidente de l'Association des Entraîneurs français de 1998 à 2018 et de la Fédération Européenne des Entraîneurs de Galop de 2007 à 2018, à la tête d'un effectif de plus de 100 chevaux, elle a remporté 80 groupe 1, plus de 350 courses de groupe, soit la plupart des grandes épreuves du calendrier. Elle a eu sous sa responsabilité des champions tels que Sigy, Bering, Hatoof, Ma Biche, Baiser Volé, Special Duty et surtout la grande championne Trêve, auteur du rarissime doublé dans le Prix de l'Arc de Triomphe. En janvier 2018, Christiane Head met un terme à sa carrière d'entraîneur.

## Palmarès dans les courses deGroupe I
France
- Prix de l'Arc de Triomphe – 3 – Three Troikas (1979), Trêve (2013, 2014)
- Prix du Jockey Club – 1 – Bering (1986)
- Prix de Diane – 3 – Harbour (1982), Egyptband (2000), Trêve (2013)
- Poule d'Essai des Poulains – 2 – Green Tune (1994), American Post (2004)
- Poule d'Essai des Pouliches – 7 – Three Troikas (1979), Silvermine (1985), Baiser Volé (1986), Ravinella (1988), Matiara (1995), Always Loyal (1997), Special Duty (2010)
- Prix Saint-Alary – 6 – Three Troikas (1979), Harbour (1982), Fitnah (1985), Rivière d'Or (1988), Treble (1991), Fidélité (2003)
- Prix de la Forêt – 5 –  Ma Biche (1983), Septième Ciel (1990), Occupandiste (1997), Dedication (2002), Etoile Montante (2003)
- Prix Marcel Boussac – 5 – Gold Splash (1992), Macoumba (1994), Loving Claim (1997), Juvenia (1998), Proportional (2008)
- Prix Jean-Luc Lagardère – 5 –  Saint-Cyrien (1982), Okawango (2000), American Post (2003), Full Mast (2014), National Defense (2016)
- Critérium de Saint-Cloud – 4 – Poliglote (1994), Special Quest (1997), Full of Gold (2007), Epicuris (2014)
- Prix Robert Papin – 3 – Ma Biche (1982), Baiser Volé (1985), Balawaki (1987)
- Prix Maurice de Gheest – 3 – Blue Note (1988), Anabaa (1996), Occupandiste (1997)
- Prix Jean Prat – 3 – Sillery (1991), Le Triton (1996), Rouvres (2002)
- Prix Vermeille – 3 – Three Troikas (1979), Trêve (2013, 2015)
- Prix de la Salamandre – 2 – Maximova (1982), Baiser Volé (1985)
- Prix de l'Abbaye de Longchamp – 2 – Sigy (1978), Kistena (1996)
- Prix Royal-Oak – 1 – Agent Double (1984)
- Prix d'Ispahan – 1 – Green Tune (1995)
- Prix du Moulin de Longchamp – 1 – Fuissé (2010)
- Grand-Prix de Saint-Cloud – 1 – Trêve (2015)

 Royaume-Uni
- 1000 Guinées – 4 – Ma Biche (1983), Ravinella (1987), Hatoof (1992), Special Duty (2010)
- Cheveley Park Stakes – 4 –  Ma Biche (1982), Ravinella (1987), Pas de Réponse (1996), Special Duty (2009)
- Champion Stakes – 1 – Hatoof (1993)
- Coronation Stakes – 1 – Gold Splash (1993)
- July Cup – 1 – Anabaa (1996)
- Racing Post Trophy – 1 – American Post (2003)
- Haydock Sprint Cup – 1 – African Rose (2008)

 Italie
- Gran Criterium – 1 – Steamer Duck (1990)
- Grand Prix du Jockey Club – 1 – Antheus (1986)
- Grand Prix de Milan – 1 – Petit Loup (1994)

 Allemagne
- Deutschland-Preis – 1 – Lydian (1981)

 Singapour
- Krisflyer Sprint – 1 – Iron Mask (2001)

 États-Unis
- Beverly D. Stakes – 1 – Hatoof (1994)

 Canada
- E.P. Taylor Stakes – 3 – Reine Mathilde (1984), Devalois (1985), Hatoof (1992)